# Efrén Santos
Efrén Santos Moreno (San Martín Texmelucan, 9 januari 1992) is een Mexicaans wielrenner die anno 2019 rijdt voor Canel's-Specialized.

## Carrière
In juni 2014 werd Santos achter winnaar Ignacio Prado en Alfredo Santoyo derde op het nationaal kampioenschap tijdrijden voor beloften. Een dag later werd hij achtste in de wegwedstrijd voor eliterenners. In oktober van dat jaar wist hij in de Ronde van Guatemala twee etappes op rij bij de beste tien renners te eindigen, alvorens in de zesde etappe uit te vallen.
In april 2015 werd Santos zevende in de laatste etappe van de Ronde van Rio Grande do Sul. Dit leverde hem een dertiende plaats in het eindklassement op, met een achterstand van ruim drieënhalve minuut op winnaar Byron Guamá. Later in het seizoen werd de Mexicaan vijfde in de vijfde etappe van de Ronde van Mexico.
In december 2016 werd Santos, namens het Mexicaanse clubteam Canel's-Specialized zesde in de Grote Prijs van San José, die door zijn ploeggenoot Pablo Alarcón werd gewonnen. Twee dagen later stond hij aan de start van de Ronde van Costa Rica. Na in de eerste etappe op de achttiende plaats te zijn geëindigd, wist Santos de tweede etappe te winnen en zo zijn eerste UCI-zege te behalen. Na twaalf etappes bezette Santos de twintigste plaats in het eindklassement.
In 2017 verkreeg Santos' ploeg een continentale licentie. In april werd hij nationaal kampioen op de weg door Eduardo Corte en Uri Martins twee seconden voor te blijven. Een maand later werd hij zestiende in de door Nelson Soto gewonnen wegwedstrijd tijdens de Pan-Amerikaanse kampioenschappen. In oktober werd hij, mede door een derde plaats in de vierde etappe, derde in het eindklassement van de Ronde van Chili. Het bergklassement schreef hij, met een voorsprong van zes punten op Cristhian Montoya, wel op zijn naam. In december won Santos de eerste etappe in de Ronde van Costa Rica, door met een voorsprong van bijna anderhalve minuut op Miguel Luis Álvarez en Orlando Quesada solo als eerste over de finish te komen. De leiderstrui die hij daaraan overhield raakte hij een dag later kwijt aan Melvin Mora, om hem in de vierde etappe te heroveren. In de vijfde etappe, een individuele tijdrit, raakte Santos zijn leidende positie voorgoed kwijt. Uiteindelijk werd hij vierde in het algemeen klassement, op bijna zestien minuten van winnaar Juan Carlos Rojas.

## Overwinningen
2016
2e etappe Ronde van Costa Rica
2017
 Mexicaans kampioen op de weg, Elite
Bergklassement Ronde van Chili
1e etappe Ronde van Costa Rica
Punten- en bergklassement Ronde van Costa Rica
2018
2e etappe Ronde van Costa Rica
2019
1e etappe Grote Prijs van Saguenay
4e etappe Ronde van Costa Rica

## Ploegen
- 2017 –  Canel's-Specialized
- 2018 –  Canel's-Specialized
- 2019 –  Canel's-Specialized

Alarcón · Casillas · Corte · Martínez · Palma · Prado · Sánchez · Santos · Santoyo · Villalobos · Xopa